# Марль (Нижня Саксонія)
Марль (нім. Marl) — громада в Німеччині, розташована в землі Нижня Саксонія. Входить до складу району Діпгольц. Складова частина об'єднання громад Альтес-Амт-Лемферде.
Площа — 9,84 км2. Населення становить 695 ос. (станом на 31 грудня 2021).